# Wapkia
Wapkia — викопний рід звичайних губок, що відновиться до монотипової родини Wapkiidae. Wapkia вважається примітивним представником класу звичайні губки (Demospongiae). Рід існував у середині кембрію, 513–505 млн років тому. Скам'янілі відбитки губки знайдені у Канаді у формуванні Бурджес-Шел (9 зразків), у Китаї та Росії.

## Етимологія
Походження назви Wapkia невідоме.

## Опис
Wapkia це велика подовжена овальна губка з пучками великих і дрібних голок. Поверхня губки гладка і відсутні будь-які вертикальні або горизонтальні виступи. Спікули прямі. Точне положення різних пучків голок в скелеті все ще залишається невизначеним, але здається, що внутрішня частина скелета сітчаста з горизонтальними зморшками, які характерні для представників класу. Дермальний шар утворений пучками голок довжиною до 60 мм, які дають характерну перисту форму губці. W. elongata відрізняється від W. grandis на основі загальної форми губки і різних каркасних структур (різна відстань між горизонтальними пучками спікул).

## Види
Описано два види:
- Wapkia elongata, Rigby and Collins 2004 (Канада)
- Wapkia grandis, Walcott 1920 (Канада, Китай)